# Courante uyt Italien, Duytslandt, &c.

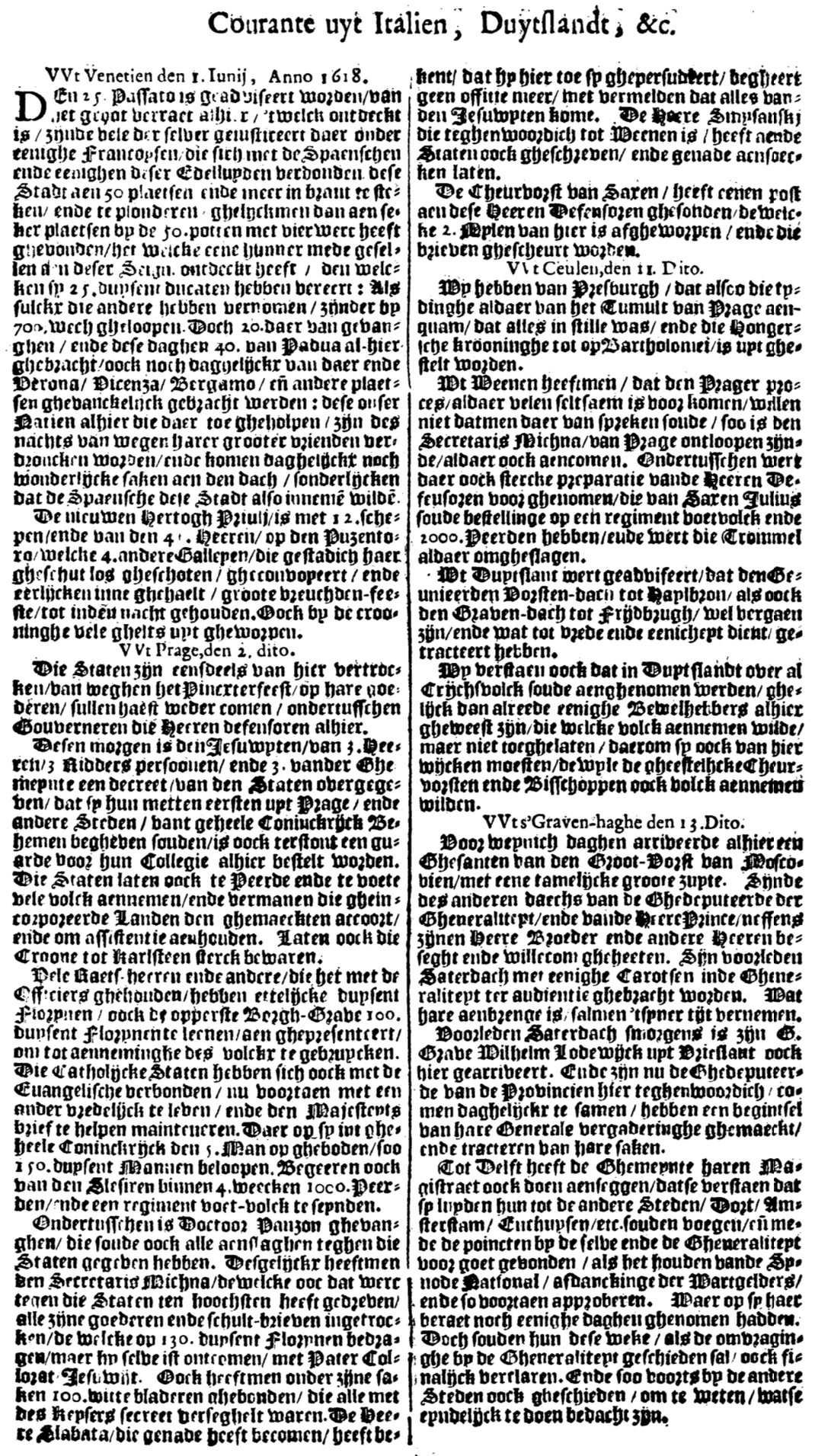
Bản sao tờ Courante uyt Italien, Duytslandt, &c. tháng 6 năm 1618.

Courante uyt Italien, Duytslandt, &c. ("Sự kiện hiện tại từ Ý, Đức, v.v...") là tờ báo đầu tiên của Hà Lan. Nó bắt đầu xuất hiện ở Amsterdam vào tháng 6 năm 1618 thuộc dạng ấn phẩm xuất bản hàng tuần. Tờ Courante có thể được gọi là báo khổ rộng đầu tiên vì nó được phát hành dưới dạng khổ giấy. Trước đó, các tạp chí tin tức định kỳ là những tập sách nhỏ khổ một phần tư.
Bài báo đăng trên Courante không có ấn hiệu của nhà in hay nhà xuất bản. Các bài báo tương tự được xuất bản về sau cho thấy rằng có khả năng là do Joris Veseler ấn hành và được Caspar van Hilten xuất bản và biên tập. Giới nghiên cứu không biết chính xác niên đại xuất bản tờ báo này nhưng ngày tháng các bản tin cho thấy nó có thể được in trong khoảng thời gian từ ngày 14 đến ngày 18 tháng 6 năm 1618.
Từ Courante trong tiêu đề của ấn phẩm này và các ấn phẩm tin tức khác tiếp tục cung cấp từ krant trong tiếng Hà Lan cho tờ báo này (trước đây được đánh vần là courant, một cách viết vẫn được sử dụng trong tiêu đề của nhiều tờ báo Hà Lan).
Bản sao duy nhất còn sót lại của số đầu tiên tờ Courante là ở Thư viện Kungliga Biblioteket của Thụy Điển tại Stockholm. Các số sau này từ năm 1628 đến năm 1664 đều có thể được tìm thấy tại Thư viện Koninklijke Bibliotheek ở The Hague.
Tờ Courante xuất hiện cho đến khoảng năm 1672 và sau đó được sáp nhập với Ordinarisse Middel-Weeckse Courant và Ordinaris Dingsdaegse Courant thành tờ Amsterdam Courant, cuối cùng sáp nhập với tờ De Telegraaf vào năm 1903.

## Thư tịch
- Dahl, F. (1946) Dutch corantos, 1618–1650 : a bibliography : illustrated with 334 facsimile reproductions of corantos printed 1618–1625, and an introductory essay on 17th century stop press news. Koninklijke Bibliotheek, The Hague.
- Morison, S. (1980) "The Origins of the Newspaper". In Selected Essays on the History of Letter-Forms in Manuscript and Print, (Ed, McKitterick, D.) Cambridge University Press, Cambridge.
- Morison, S. (1932) The English Newspaper : Some Account of the Physical Development of Journals Printed in London Between 1622 & the Present Day. Cambridge University Press, Cambridge.